# Ray Panthaki

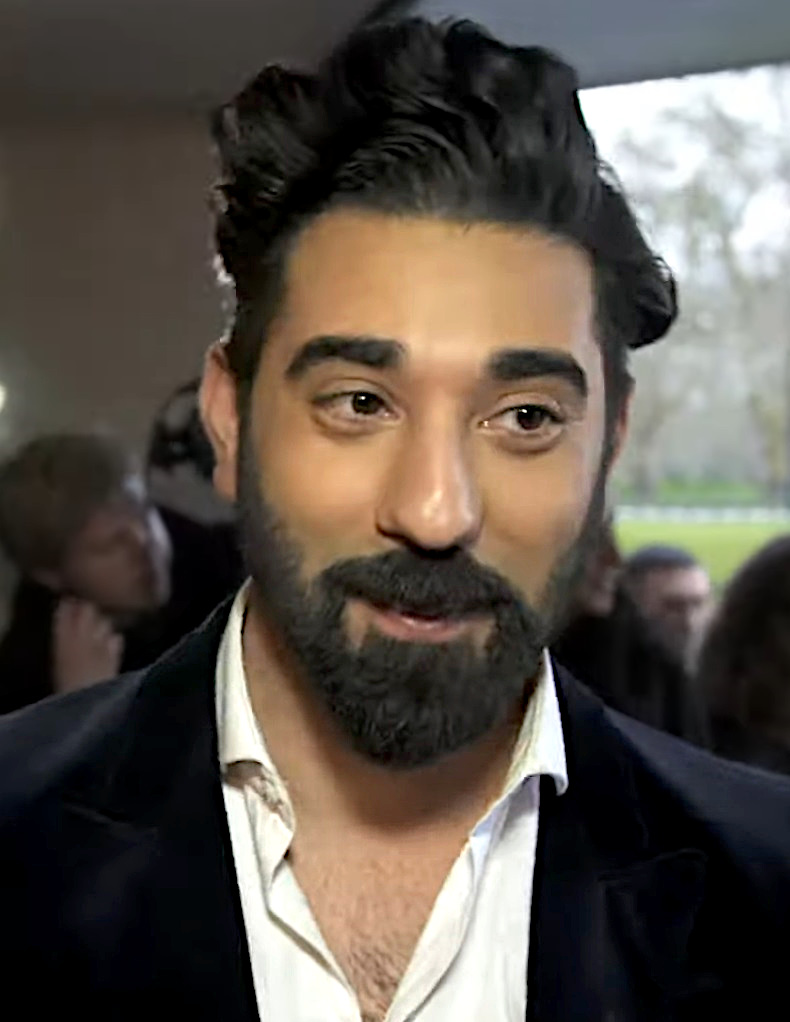
Ray Panthaki (2016)

Ray Panthaki (* 20. Januar 1979 in London) ist ein britischer Schauspieler, der für seine Rolle in Marcella bekannt ist, sowie Filmproduzent und -regisseur.

## Leben und Wirken
Panthakis Eltern stammen in zweiter Generation aus Indien. Seine erste Rolle in einer Fernsehproduktion spielte er 1998 in einer Episodenrolle in The Bill. 2002 war er im Endzeitthriller 28 Tage später zu sehen. Von 2003 bis 2005 spielte er in der britischen Seifenoper EastEnders in über 150 Folgen die Rolle von Ronny. Außerdem ist er in verschiedenen Theaterproduktionen auf der Bühne zu sehen, 2005 und 2006 spielte er in Gladiator Games am Theatre Royal Stratford East und war außerdem am Royal Court Theatre London und Old Red Lion London zu sehen und Mitglied im Ensemble der Royal Shakespeare Company.
2006 spielte er in Streets of London – Kidulthood eine Rolle, außerdem trat er als Produzent auf. Im gleichen Jahr war er in der Verfilmung der Biografie von Kiranjit Ahluwalia, Provoked: A True Story, in der Rolle Ravi zu sehen.
2013 feierte er mit dem Kurzfilm Life Sentence sein Debüt als Regisseur. Mit diesem Film wurde er beim East End Filmfestival in der Kategorie Bester Britischer Kurzfilm ausgezeichnet. Außerdem wurde der Film in die Top 10 der Kurzfilme des Jahres 2016 des Britischen Film Instituts aufgenommen.
Die British Academy of Film and Television Arts zeichnete Panthaki im Jahr 2014, neben Katie Leung, Callum Turner und 16 weiteren Personen als Breakthrough Brits aus. Seit 2016 spielt Panthaki in Marcella die Hauptrolle des Detective Inspector Rav Sangha. Seit 2020 spielt er in der US-Serie Away die Rolle des indischen Astronauten Ram Arya.

## Filmografie (Auswahl)
Als Schauspieler
- 1998: The Bill (Fernsehserie, Folge 14.94: Taking Sides)
- 2000: Losing It
- 2001: My Family (Fernsehserie, Folge 2.04: Trust Never Sleeps)
- 2002: Ali G in da House (Ali G Indahouse)
- 2002: 28 Tage später (28 Days Later)
- 2003: Rehab
- 2003–2005: EastEnders (Fernsehserie, 158 Folgen)
- 2005: Blessed (Fernsehserie, acht Folgen)
- 2006: Streets of London – Kidulthood
- 2006: Provoked: A True Story
- 2007: The Feral Generation
- 2009: City Rats
- 2010: It’s a Wonderful Afterlife
- 2012: Interview with a Hitman
- 2013: Jadoo
- 2014: Inspector Banks (Fernsehserie, Folgen Die Wege des Bösen – Teil 1 und Die Wege des Bösen – Teil 2)
- 2014: The Wrong Mans – Falsche Zeit, falscher Ort (The Wrong Mans, Fernsehserie, Folgen Action Mans und Wise Mans)
- 2015: World War Dead: Rise of the Fallen
- 2016: Oysters have feelings too (Kurzfilm)
- seit 2016: Marcella (Fernsehserie, 24 Folgen)
- 2018: Colette
- 2019: Official Secrets
- 2020: Gangs of London (Fernsehserie, neun Folgen)
- 2020: Away (Fernsehserie, zehn Folgen)
- 2021: S.A.S. Red Notice (SAS: Red Notice)
- 2021: Yes, Chef! (Boiling Point)
- 2023: Bonus Track

Als Produzent
- 2006: Streets of London – Kidulthood
- 2007: The Making of ‘The Feral Generation’

(Dokumentation)
- 2012: The Man Inside
- 2013: Convenience
- 2013: Life Sentence (Kurzfilm)
- 2020: The Uncertain Kingdom (Dokumentation)

Als Regisseur
- 2013: Life Sentence (Kurzfilm)
- 2020: The Uncertain Kingdom (Dokumentation)
- 2020: Ernie (Kurzfilm)